# Cantone di Laplume
Il Cantone di Laplume era una divisione amministrativa dell'arrondissement di Agen.
È stato soppresso a seguito della riforma complessiva dei cantoni del 2014, che è entrata in vigore con le elezioni dipartimentali del 2015.
Comprendeva i comuni di:
- Aubiac
- Brax
- Estillac
- Laplume
- Marmont-Pachas
- Moirax
- Roquefort
- Sainte-Colombe-en-Bruilhois
- Sérignac-sur-Garonne